# Jean-Philippe Mattio
Jean-Philippe Mattio, né le 24 février 1965 à Nice (France), est un footballeur français, qui évoluait au poste de défenseur, aujourd'hui reconverti comme recruteur de l'OGC Nice.

## Biographie
Durant 1984 à 1998, Jean-Philippe Mattio porte plus de trois cents fois le maillot de l'OGC Nice. 
Il reçoit plusieurs fois des offres de transferts, notamment du Paris Saint-Germain ou des Girondins de Bordeaux, mais reste finalement dans le club de sa ville natale. En 1992, il est sur le point de signer pour l'AS Cannes, mais son président refusa qu'il parte pour le club rival.
Le 1er juillet 1998, Jean-Philippe Mattio signe au AS Cagnes.
En 2008, neuf ans après avoir raccroché les crampons, il rejoint avec la cellule de recrutement de son club de toujours du Gym.
De 2013 a 2016, il est également entraîneur adjoint de l'équipe réserve de l'OGC Nice, dirigée par Manuel Pires, directeur du centre de formation.
Il est actuellement recruteur de l'OGC Nice.

## Palmarès
- OGC Nice
  - Championnat de France de football D2
    - Vainqueur : 1994
    - Vice champion : 1985

  - Coupe de France
    - Vainqueur : 1997